# Diamond Bar, California
Diamond Bar là một thành phố thuộc quận Los Angeles, California, Hoa Kỳ. Thành phố có tổng diện tích 14,885 dặm vuông Anh (38,55 km2), trong đó diện tích đất là 14,880 dặm vuông Anh (38,54 km2). Theo điều tra dân số Hoa Kỳ năm 2010, thành phố có dân số 55.544 người, giảm từ mức 56.287 người theo cuộc điều tra dân số 2000..
Diamond Bar nằm ở phía đông quận Los Angeles. Nó được đặt tên và được đăng ký vào năm 1918 bởi chủ sở hữu trang trại E. Frederick Lewis.
Nằm ở ngã 3 của Pomona và các xa lộ Orange, Diamond Bar chủ yếu là dân cư với các trung tâm mua sắm rải rác khắp thành phố. Thành phố tính năng một quá trình Los Angeles County golf công cộng.